# Wilhelmina Feemster Jashemski
Wilhelmina Mary Feemster Jashemski (10 de julio de 1910, York, Nebraska (USA) - 24 de diciembre de 2007, Silver Spring, Maryland (USA)) fue una destacada erudita en Pompeya, cuyas investigaciones arqueológicas se centraron en la evidencia de jardines y horticultura en la antigua ciudad.

## Trayectoria profesional
Jashemski estudió en el York College, la Universidad de Nebraska y la Universidad de Chicago. Fue profesora en el Lindenwood College, Misuri, y después trabajó en la Facultad College Park de la Universidad de Maryland de 1946 a 1980.
El trabajo de Jashemski en Pompeya, Boscoreale y Oplontis comenzó en 1961 y continuó hasta 1984. Fue pionera en el campo de la arqueología de jardines en el antiguo Mediterráneo. También trabajó en la excavación de los jardines de la villa de Adriano en Tívoli. Fue galardonada con la Gold Medal for Distinguished Archaeological Achievement (Medalla de Oro por Logros Arqueológicos Distinguidos) por el Archaeological Institute of America en 1996, después de la publicación del segundo volumen de su obra Los jardines de Pompeya, Herculano y las Villas destruidas por el Vesubio.

## Vida personal
Su esposo era el físico Stanley A. Jashemski, que fotografió muchas de sus excavaciones para su publicación.

## Obras
- Jashemski, Wilhelmina Feemster (1950). The Origins and History of the Pro-consular and the Propraetorian Imperium to 27 BC. (en inglés). Chicago: University of Chicago Press.
- Jashemski, Wilhelmina Feemster (1963). Letters from Pompeii. Ginn social studies enrichment book. (en inglés). Boston: Ginn.
- Jashemski, Wilhelmina Feemster; Jashemski, Stanley A. (1965). Pompeii and the region destroyed by Vesuvius in A.D.79 (en inglés). Garden City, N.Y.: Doubleday.
- Jashemski, Wilhelmina Feemster; MacDougall, Elisabeth B. (1987). Ancient Roman Villa Gardens. Colloquium on the History of Landscape Architecture (en inglés) (10). Washington D.C.: Dumbarton Oaks. ISBN 9780884021629.
- Curtis,Robert, ed. (1988-1989). Studia Pompeiana & classica in honor of Wilhelmina F. Jashemski (en inglés). New Rochelle, N.Y.: A.D. Caratzas. ISBN 0892414251.
- Jashemski, Wilhelmina Feemster (abril de 1992). «The Gardens of Pompeii, Herculaneum, and the Villas Destroyed by Vesuvius». The Journal of Garden History (en inglés) 12 (2): 102-125. ISSN 0144-5170. doi:10.1080/01445170.1992.10410565.
- Heinrich, Michael (abril de 2001). «A Pompeian Herbal: Ancient and Modern Medicinal Plants, By Wilhelmina Feemster Jashemski, University of Texas Press, Austin, TX, 1999, ISBN 0292-74060-3; $17.95, 107 pp 15 colour and 7 b&w photos, 36 line drawings. paperback». Journal of Ethnopharmacology (en inglés) 75 (1): 62. doi:10.1016/S0378-8741(00)00388-3.
- Jashemski, Wilhelmina Feemster (2002). The Natural History of Pompeii (en inglés). Oxford (UK): Cambridge University Press. ISBN 978-0-521-80054-9.
- Jashemski, Wilhelmina Feemster (2014). Discovering the gardens of Pompeii: the memoirs of a garden archaeologist, 1955-2004 (en inglés). North Charleston, South Carolina: CreateSpace. ISBN 978-1505661767.